# I love you, I do
I love you, I do is een lied van The Cats uit 1970. Het is een psychedelisch rocknummer met stevige gitaarriffs, waardoor het afwijkt van de palingsound waar de band naam in heeft gemaakt. Het werd geschreven door de gitarist van de band, Jaap Schilder. Van het nummer verschenen versies in het Engels en het Duits.
I love you, I do werd in 1970 voor het eerst uitgebracht op de elpee Take me with you. Later kwam het nog enkele malen terug op verzamelalbums, zoals One way wind (1972) en Complete (2014).
Van het nummer verscheen ook een Duitstalige versie waarvan wel de titel in het Engels bleef staan. Dit nummer verscheen voor het eerst op het album Katzen-spiele (1972).
In de Engelse versie doet de zanger een poging om een vrouw te versieren. Hij hoopt dat ze hem niet weg zal sturen wanneer hij zegt dat hij van haar houdt.
De Duitse tekst wijkt geheel af van de Engelse versie en werd geschreven door John Möring onder zijn pseudoniem Benny Lux. Ook hier probeert de zanger een vrouw te versieren. In dit lied heeft de zanger al heel veel vrouwen gezegd van ze te houden. Hij vraagt haar of ze niettemin met hem wil gaan.